# Avelesges
Avelesges est une commune française située dans le département de la Somme en région Hauts-de-France.

## Géographie

### Localisation
Avelesges est un village picard du Vimeu.
À vol d'oiseau, la commune est située à 6 km au sud d'Airaines, 22 km au sud-est d'Abbeville et à 26 km à l'ouest d'Amiens.
Le territoire de la commune est limitrophe de ceux de cinq communes.
Les communes limitrophes sont  Aumont, Belloy-Saint-Léonard, Hornoy-le-Bourg, Méricourt-en-Vimeu et Warlus.

### Hydrographie
La commune est située dans le bassin Artois-Picardie. Elle n'est drainée par aucun cours d'eau.

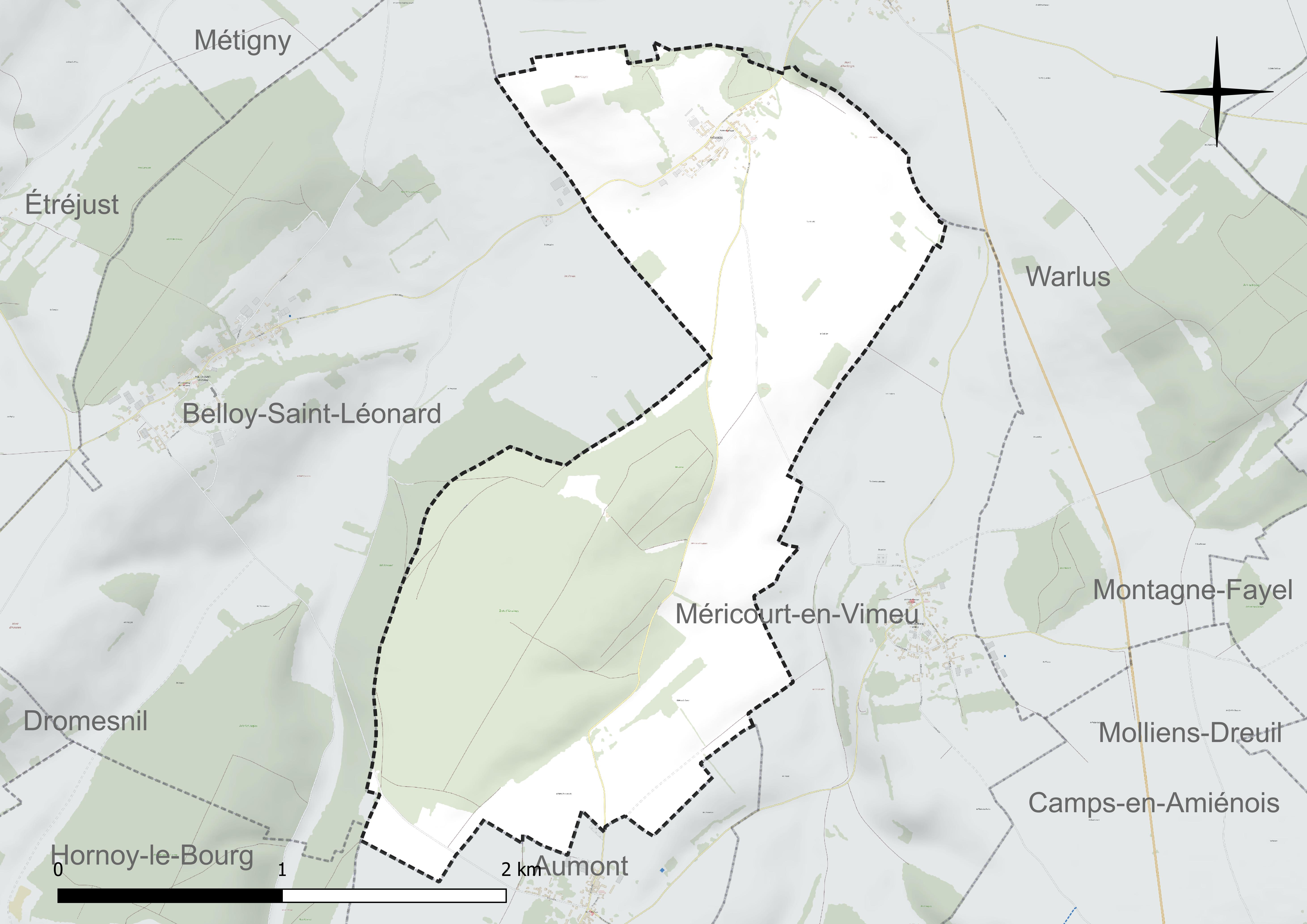
Réseau hydrographique d'Avelesges.

### Climat
Pour des articles plus généraux, voir Climat des Hauts-de-France et Climat de la Somme.
En 2010, le climat de la commune est de type climat océanique dégradé des plaines du Centre et du Nord, selon une étude du CNRS s'appuyant sur une série de données couvrant la période 1971-2000. En 2020, Météo-France publie une typologie des climats de la France métropolitaine dans laquelle la commune est exposée à un climat océanique et est dans la région climatique Côtes de la Manche orientale, caractérisée par un faible ensoleillement (1 550 h/an) ; forte humidité de l'air (plus de 20 h/jour avec humidité relative > 80 % en hiver), vents forts fréquents.
Pour la période 1971-2000, la température annuelle moyenne est de 10,4 °C, avec une amplitude thermique annuelle de 13,4 °C. Le cumul annuel moyen de précipitations est de 753 mm, avec 12 jours de précipitations en janvier et 8,5 jours en juillet. Pour la période 1991-2020, la température moyenne annuelle observée sur la station météorologique la plus proche, située sur la commune d'Oisemont à 13 km à vol d'oiseau, est de 11,1 °C et le cumul annuel moyen de précipitations est de 801,4 mm,. Pour l'avenir, les paramètres climatiques de la commune estimés pour 2050 selon différents scénarios d'émission de gaz à effet de serre sont consultables sur un site dédié publié par Météo-France en novembre 2022.

## Urbanisme

### Typologie
Au 1er janvier 2024, Avelesges est catégorisée commune rurale à habitat très dispersé, selon la nouvelle grille communale de densité à sept niveaux définie par l'Insee en 2022.
Elle est située hors unité urbaine. Par ailleurs la commune fait partie de l'aire d'attraction d'Amiens, dont elle est une commune de la couronne,. Cette aire, qui regroupe 369 communes, est catégorisée dans les aires de 200 000 à moins de 700 000 habitants,.

### Occupation des sols
L'occupation des sols de la commune, telle qu'elle ressort de la base de données européenne d'occupation biophysique des sols Corine Land Cover (CLC), est marquée par l'importance des territoires agricoles (63,7 % en 2018), une proportion identique à celle de 1990 (63,7 %). La répartition détaillée en 2018 est la suivante : 
terres arables (54,4 %), forêts (36,3 %), prairies (6,8 %), zones agricoles hétérogènes (2,4 %). L'évolution de l'occupation des sols de la commune et de ses infrastructures peut être observée sur les différentes représentations cartographiques du territoire : la carte de Cassini (XVIIIe siècle), la carte d'état-major (1820-1866) et les cartes ou photos aériennes de l'IGN pour la période actuelle (1950 à aujourd'hui).

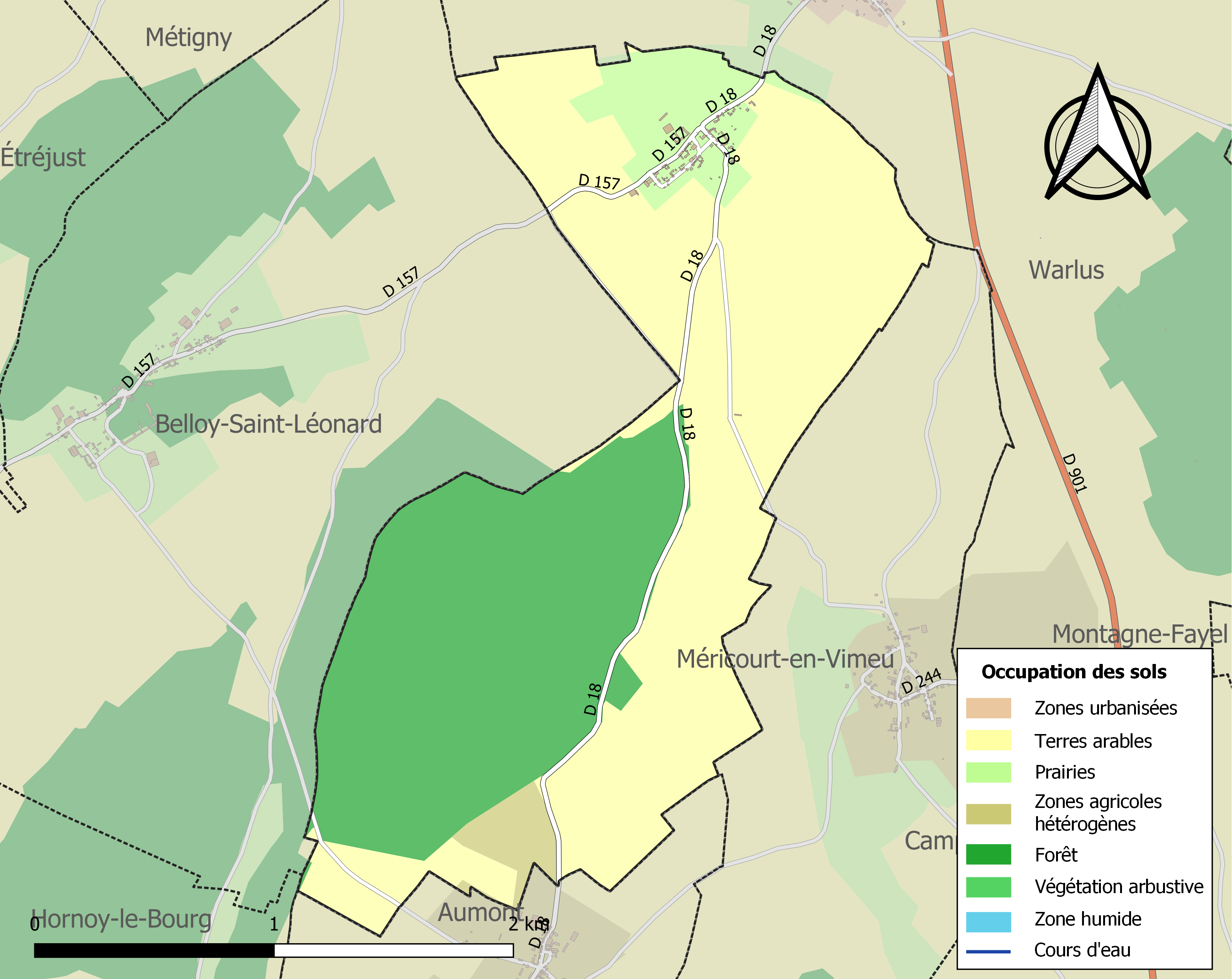
Carte des infrastructures et de l'occupation des sols de la commune en 2018 (CLC).

## Toponymie
Le nom de la localité est attesté sous la forme Avlesges en 1164.
Du picard avelaige, équivalent de l'ancien français avelage « descente » (La route descend de Belloy-Saint-Léonard à Avelesges).

## Politique et administration

### Rattachements administratifs et électoraux
La commune se trouve dans l'arrondissement d'Amiens du département de la Somme. Pour l'élection des députés, elle fait partie depuis 2012 de la troisième circonscription de la Somme.
Elle faisait partie depuis 1801 du canton de Molliens-Dreuil. Dans le cadre du redécoupage cantonal de 2014 en France, la commune est intégrée au canton d'Ailly-sur-Somme.

### Intercommunalité
La commune était membre de la communauté de communes du Sud-Ouest Amiénois, créée en 2004.
Dans le cadre des dispositions de la loi portant nouvelle organisation territoriale de la République du 7 août 2015, qui prévoit que les établissements publics de coopération intercommunale (EPCI) à fiscalité propre doivent avoir un minimum de 15 000 habitants, la préfète de la Somme propose en octobre 2015 un projet de nouveau schéma départemental de coopération intercommunale (SDCI) qui prévoit la réduction de 28 à 16 du nombre des intercommunalités à fiscalité propre du département.
Ce projet prévoit la « fusion des communautés de communes du Sud-Ouest Amiénois, du Contynois et de la région d'Oisemont », le nouvel ensemble de 37 412 habitants regroupant 120 communes,. À la suite de l'avis favorable de la commission départementale de coopération intercommunale en janvier 2016, la préfecture sollicite l'avis formel des conseils municipaux et communautaires concernés en vue de la mise en œuvre de la fusion.
La communauté de communes Somme Sud-Ouest (CC2SO), dont est désormais membre la commune, est ainsi créée au 1er janvier 2017. Poix-de-Picardie en est le siège.

### Liste des maires
| Période                                  | Période                       | Identité       | Étiquette        | Qualité |
| ---------------------------------------- | ----------------------------- | -------------- | ---------------- | --- |
| Les données manquantes sont à compléter. |                               |                |                  | |
| mars 2001                                | En cours (au 13 juillet 2020) | Thierry Hébert | [Sans étiquette] | Vice-président de la CCSOA (2014 → 2016) Vice-président de la CC2SO (2017 → ) Réélu pour le mandat 2020-2026 |

## Population et société

### Démographie
L'évolution du nombre d'habitants est connue à travers les recensements de la population effectués dans la commune depuis 1793. Pour les communes de moins de 10 000 habitants, une enquête de recensement portant sur toute la population est réalisée tous les cinq ans, les populations de référence des années intermédiaires étant quant à elles estimées par interpolation ou extrapolation. Pour la commune, le premier recensement exhaustif entrant dans le cadre du nouveau dispositif a été réalisé en 2008.

En 2022, la commune comptait 51 habitants, en évolution de −12,07 % par rapport à 2016 (Somme : −1,26 %, France hors Mayotte : +2,11 %).
| 1793 | 1800 | 1806 | 1821 | 1831 | 1836 | 1841 | 1846 | 1851 |
| ---- | ---- | ---- | ---- | ---- | ---- | ---- | ---- | ---- |
| 177  | 172  | 162  | 182  | 188  | 182  | 188  | 175  | 173  |

| 1856 | 1861 | 1866 | 1872 | 1876 | 1881 | 1886 | 1891 | 1896 |
| ---- | ---- | ---- | ---- | ---- | ---- | ---- | ---- | ---- |
| 163  | 155  | 133  | 113  | 113  | 128  | 114  | 104  | 102  |

| 1901 | 1906 | 1911 | 1921 | 1926 | 1931 | 1936 | 1946 | 1954 |
| ---- | ---- | ---- | ---- | ---- | ---- | ---- | ---- | ---- |
| 105  | 102  | 98   | 90   | 96   | 73   | 84   | 90   | 81   |

| 1962 | 1968 | 1975 | 1982 | 1990 | 1999 | 2006 | 2008 | 2013 |
| ---- | ---- | ---- | ---- | ---- | ---- | ---- | ---- | ---- |
| 76   | 86   | 63   | 65   | 51   | 58   | 52   | 50   | 54   |

| 2018 | 2022 | - | - | - | - | - | - | - |
| ---- | ---- | - | - | - | - | - | - | - |
| 56   | 51   | - | - | - | - | - | - | - |

### Enseignement
La commune d'Avelesges est située dans l'académie d'Amiens. Elle dépend de la zone B en matière de vacances scolaires. Avelesges ne dispose d'aucun établissement scolaire.
Le collège le plus proche est le collège Gabrielle-Marie-Scellier d'Airaines à 5,3 km.
Le lycée professionnel Alfred-Manessier se trouve à Flixecourt, à 13,6 km.

### Vie locale
Le foyer rural Avelesges-Tailly-Warlus anime la commune par ses activités notamment pédestres.

## Culture locale et patrimoine

### Lieux et monuments
Église Notre-Dame-de-la-Nativité, toute en craie, sur un plan rectangulaire.

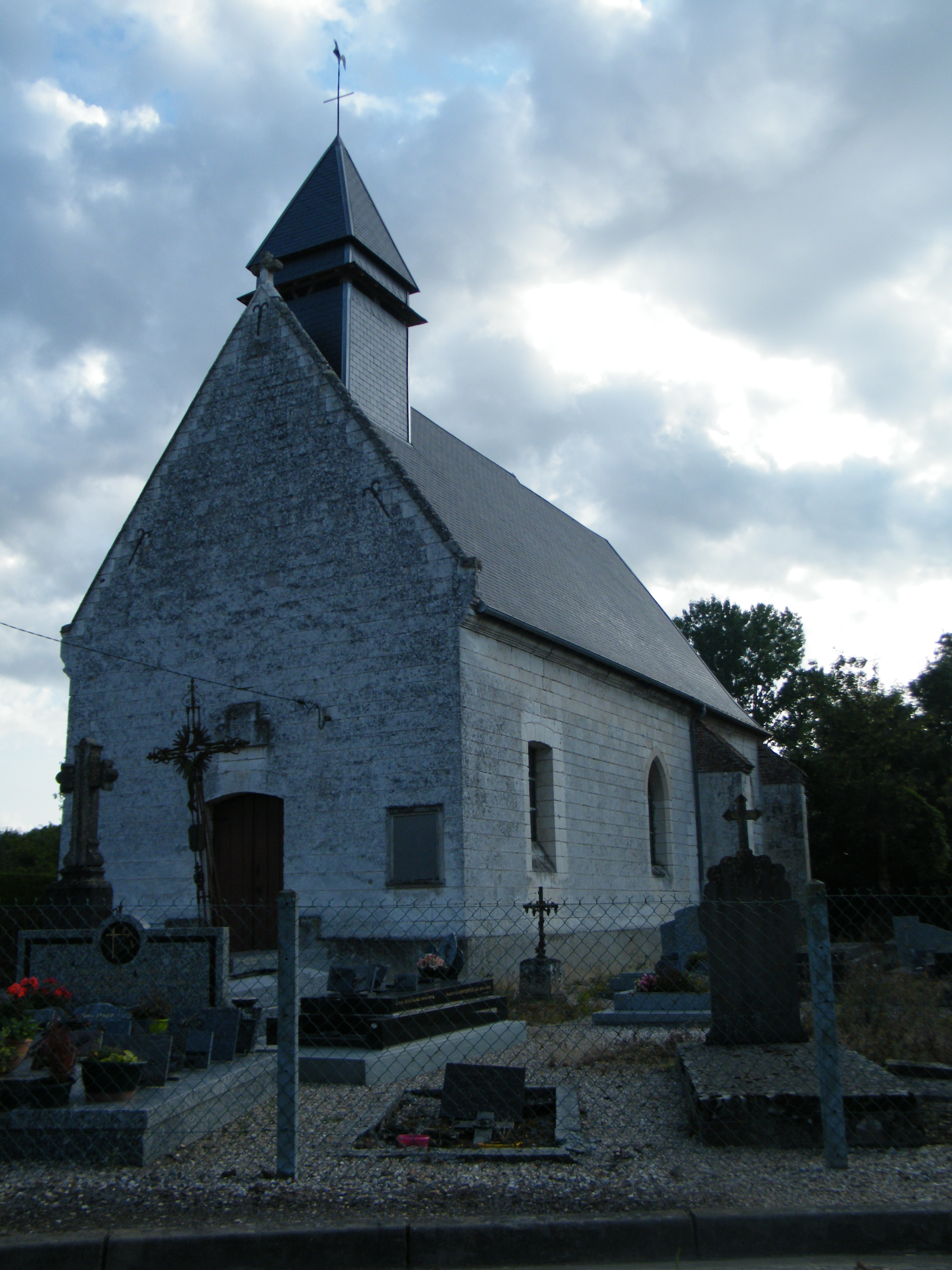
Notre-Dame.
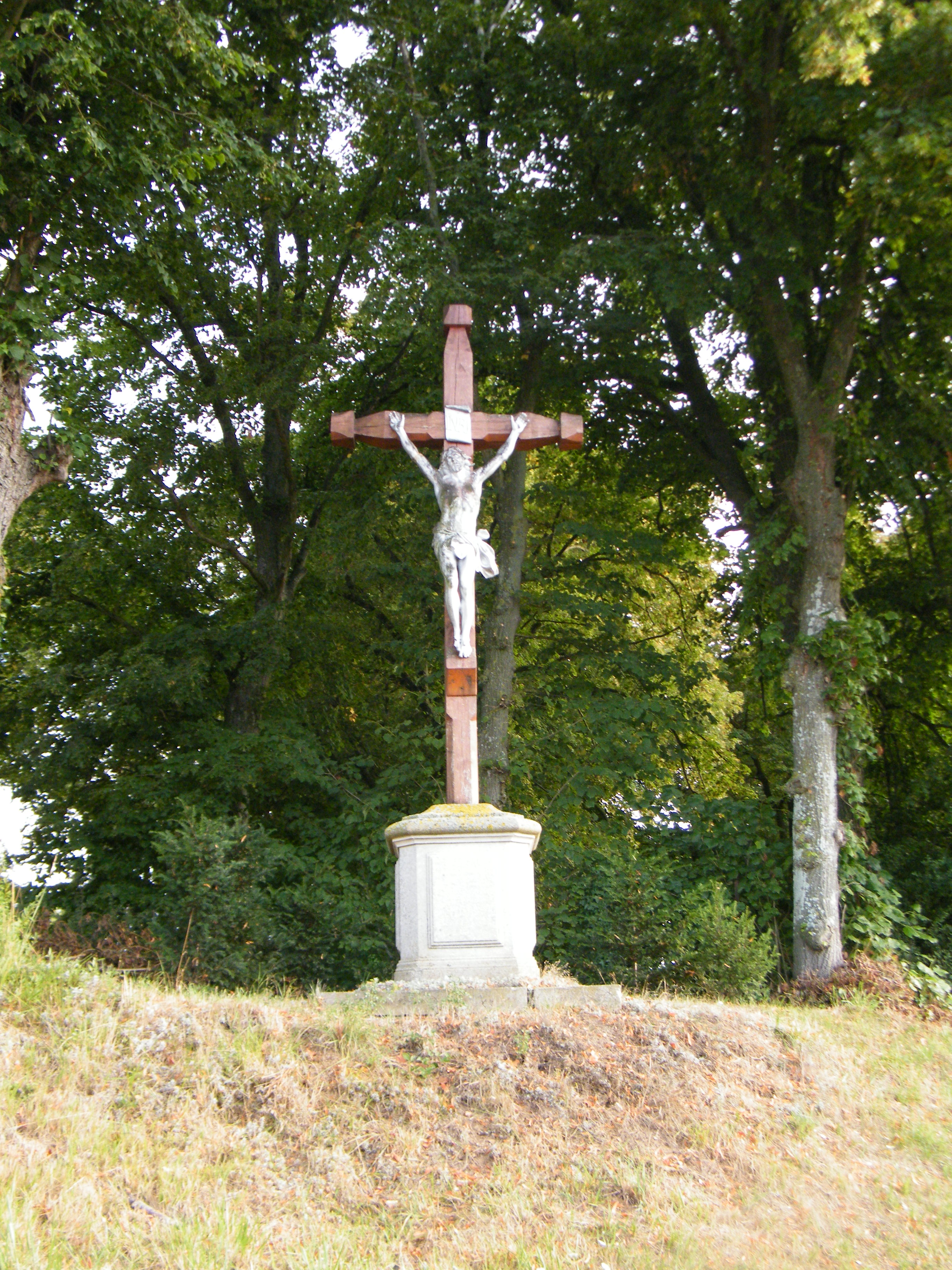
Calvaire monumental d'entrée de village.
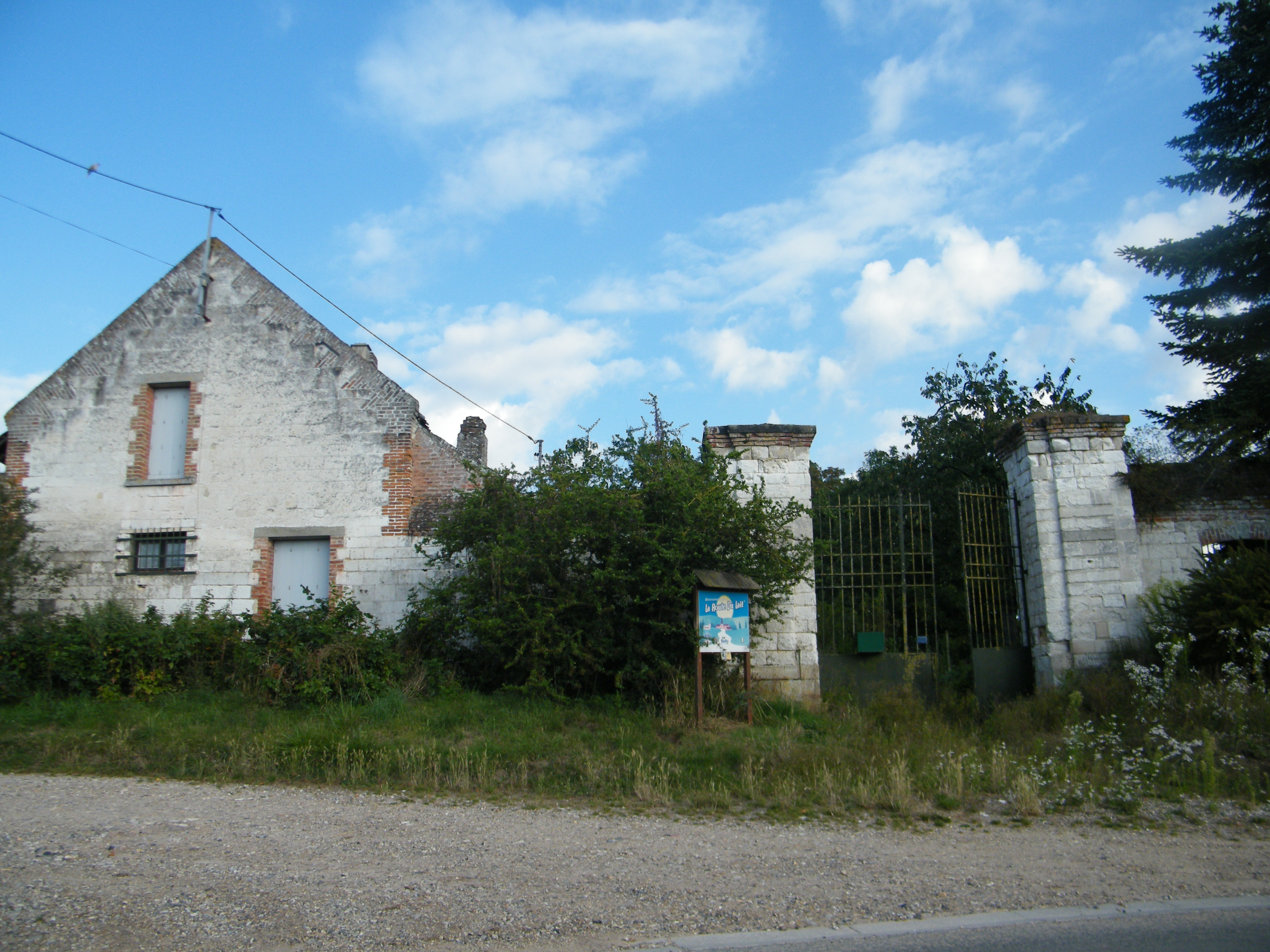
Constructions du passé.

### Personnalités liées à la commune
- Camille Boignard (1875- 1941), peintre et architecte français, né à Avelesges.

### Héraldique
| Blason de Avelesges | Blason  | Parti : au 1er de sinople à une gerbe de blé d'or liée de gueules, au 2d d'azur à une rose des jardins d'or ; au chef d'argent chargé de trois merlettes de gueules. |
| Blason de Avelesges | Détails | La couleur verte et le blé rappellent l'agriculture, la rose est attribut de Notre-Dame qui est la sainte patronne de la paroisse. Pour le chef, les merlettes sont prises des armes de la famille Picquet d'Avelesges et les couleurs sont celles des sires d'Airaines, premiers seigneurs du village. Adopté en décembre 2021. |

## Pour approfondir